# St. Cassian (Lantsch/Lenz)

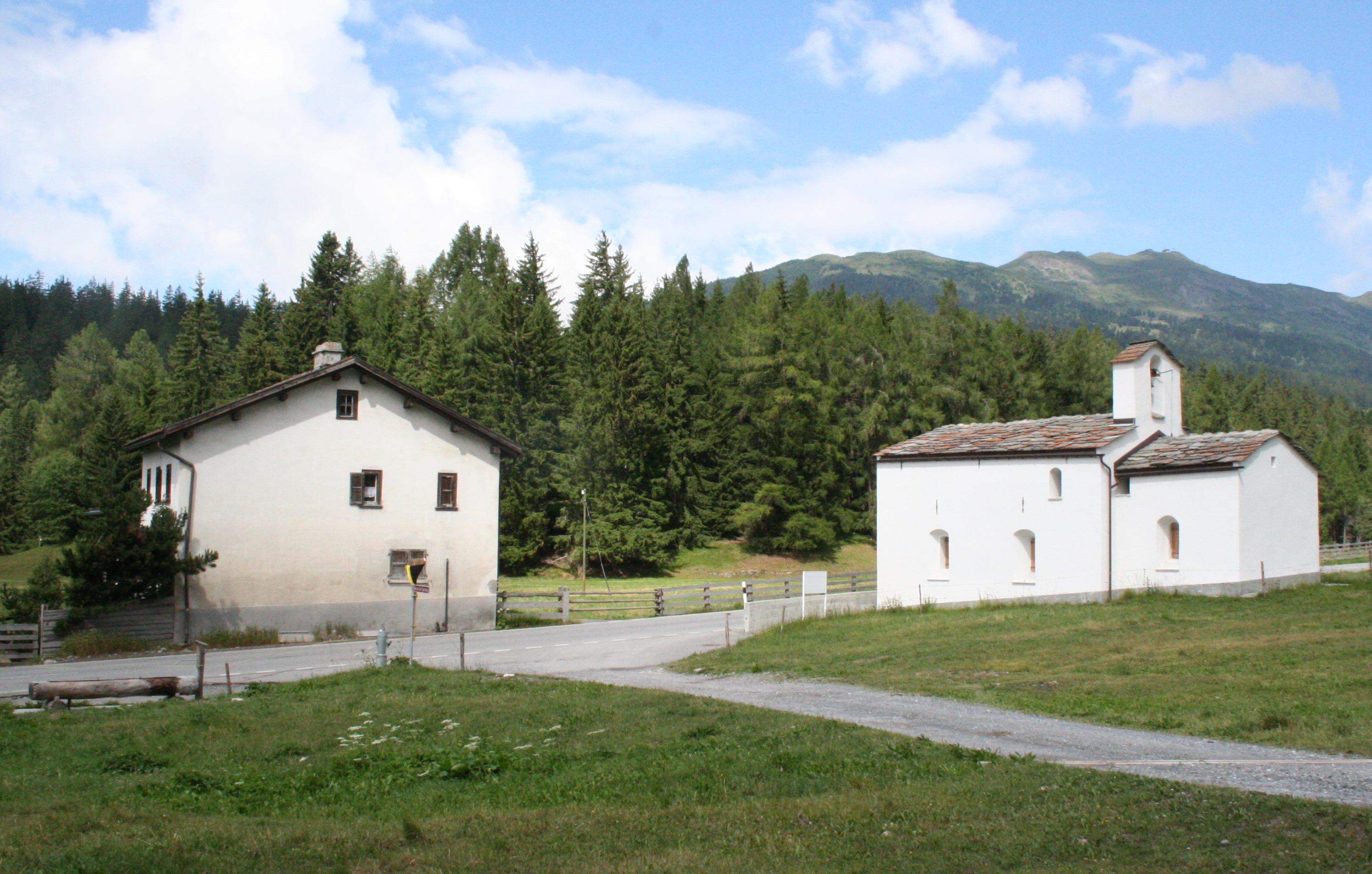
St. Cassian

St. Cassian ist eine Häusergruppe an der Strasse von Lantsch nach Lenzerheide in der Gemeinde Lantsch/Lenz im Kanton Graubünden in der Schweiz. Sie besteht aus einem Bauernhaus und der Kapelle St. Cassian. 
St. Cassian liegt auf einer kleinen Passhöhe an der Strecke Chur – Tiefencastel, einer schon in römischer Zeit wichtigen Verbindung zwischen Süddeutschland und Italien über den Julier- und Septimerpass.

## Geschichte

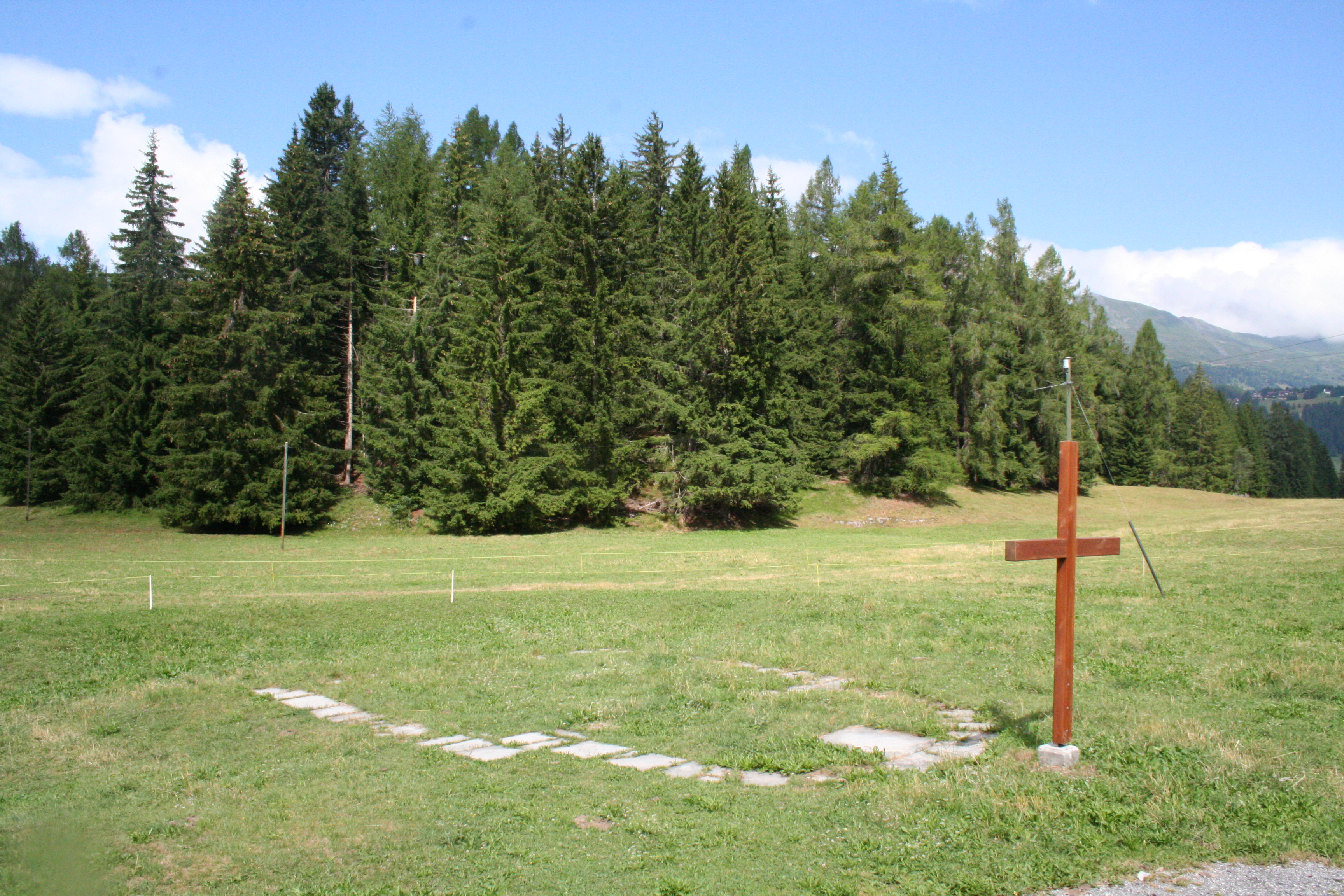
Standort der alten Kirche

Grabungen im Jahr 1962 zeigten, dass auf der anderen Strassenseite – markiert durch ein Kreuz und Steinplatten – zwei frühmittelalterliche kleine Apsidenkirchen standen. Sie gehen ins 6. Jahrhundert zurück und bestanden zusammen mit einem dicht belegten Gräberfeld bis ins 12. Jahrhundert. Warum die Anlage aufgegeben wurde, ist nicht bekannt. Die gefundenen Mauerreste wurden wieder zugeschüttet.

## Kapelle

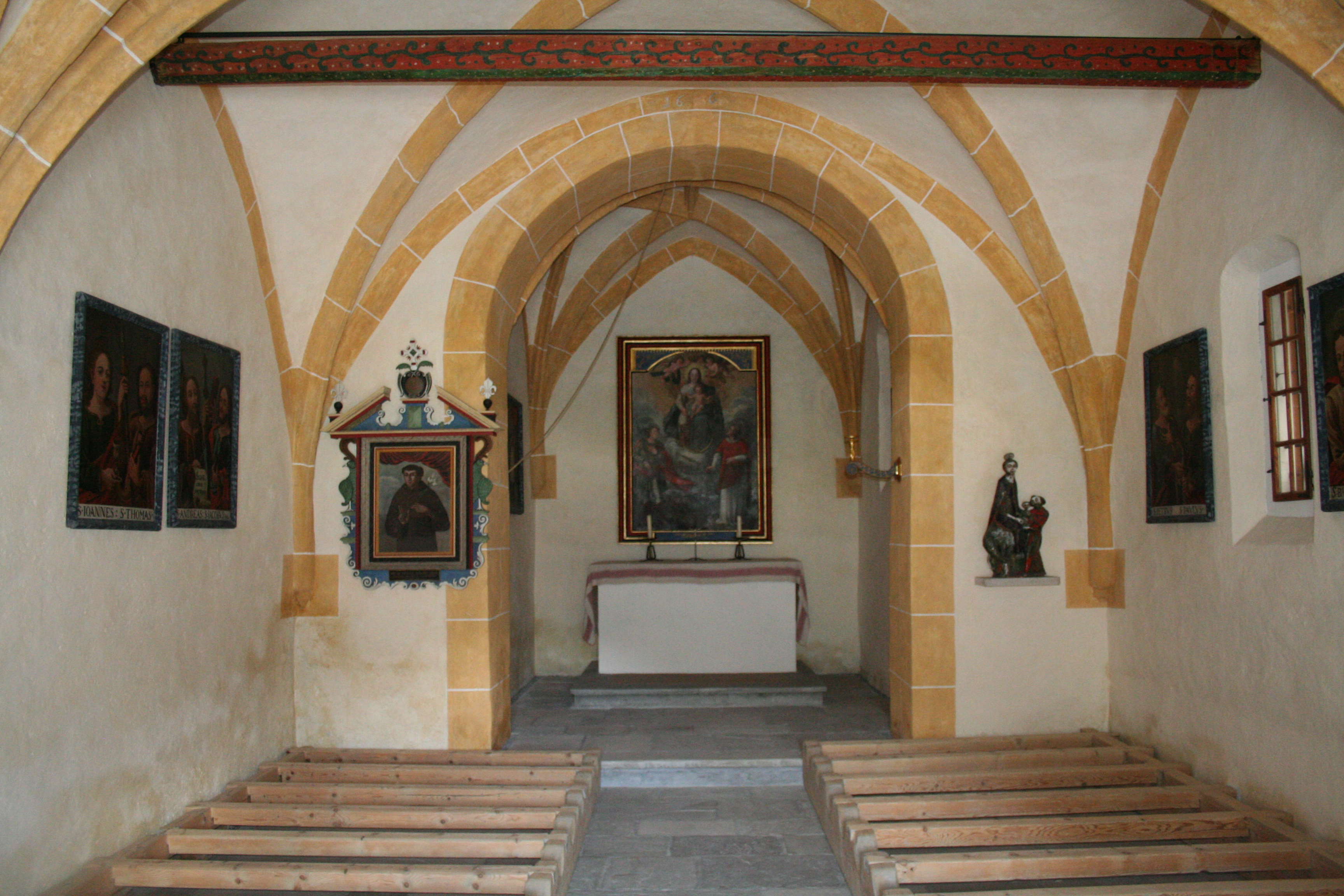
Innenraum

Die erste Cassianskapelle wird 1405 als Sanct Caschianan Gut erstmals erwähnt; zusammen mit einem Gut, das dem Unterhalt des Hospizes diente. Am 25. Oktober 1513 erfolgte nach spätgotischen Umbauten eine Neuweihung durch Generalvikar Stephanus. Damals wurde die Tür mit Tuffsteingewänden versehen und Chor und Schiff eingewölbt. Eine erste grössere Restaurierung, bei der die grossen Fenster eingebrochen wurden, erfolgte 1855. Weitere Restaurierungen wurden 1899 und 1960 – 62 durchgeführt.
Die Kapelle ist ein einfaches Langhaus mit nach Nordosten gerichtetem eingezogenen Rechteckchor. Am Übergang vom Satteldach zum Chor steht ein offener Dachreiter mit Glockenstuhl. Der Innenraum ist von einem spitzbogigen Kreuzgewölbe überdeckt. Der Chor mit seinem asymmetrischen Netzgewölbe ist vom Langhaus durch einen Chorbogen abgetrennt.
Das Altarblatt anstelle eines Altars stammt aus der zweiten Hälfte des 17. Jahrhunderts und zeigt die Madonna mit den Heiligen Stephanus und Cassian. Die zwei seitlichen Gemälde aus dem Jahr 1736 zeigen noch einmal Cassian und Antonius Abbas. Das Renaissance-Epitaph entstand 1798, die Terracotta-Plastik wurde 1961 von Jakob Koch geschaffen. Die sechs Tafelbilder aus dem 18. Jahrhundert im Langhaus zeigen Aposteldarstellungen; Erwin Poeschel bezeichnet sie als «ohne Belang». Anstelle einer Bestuhlung sind Balkensitze aus dem Jahr 1645 angebracht. Sie bilden zusammen mit dem Altarblatt die ältesten Ausstattungsgegenstände der Kapelle.
Die Glocke stammt aus dem Jahr 1813 und wurde von Jakob Grasmair aus Feldkirch gegossen.

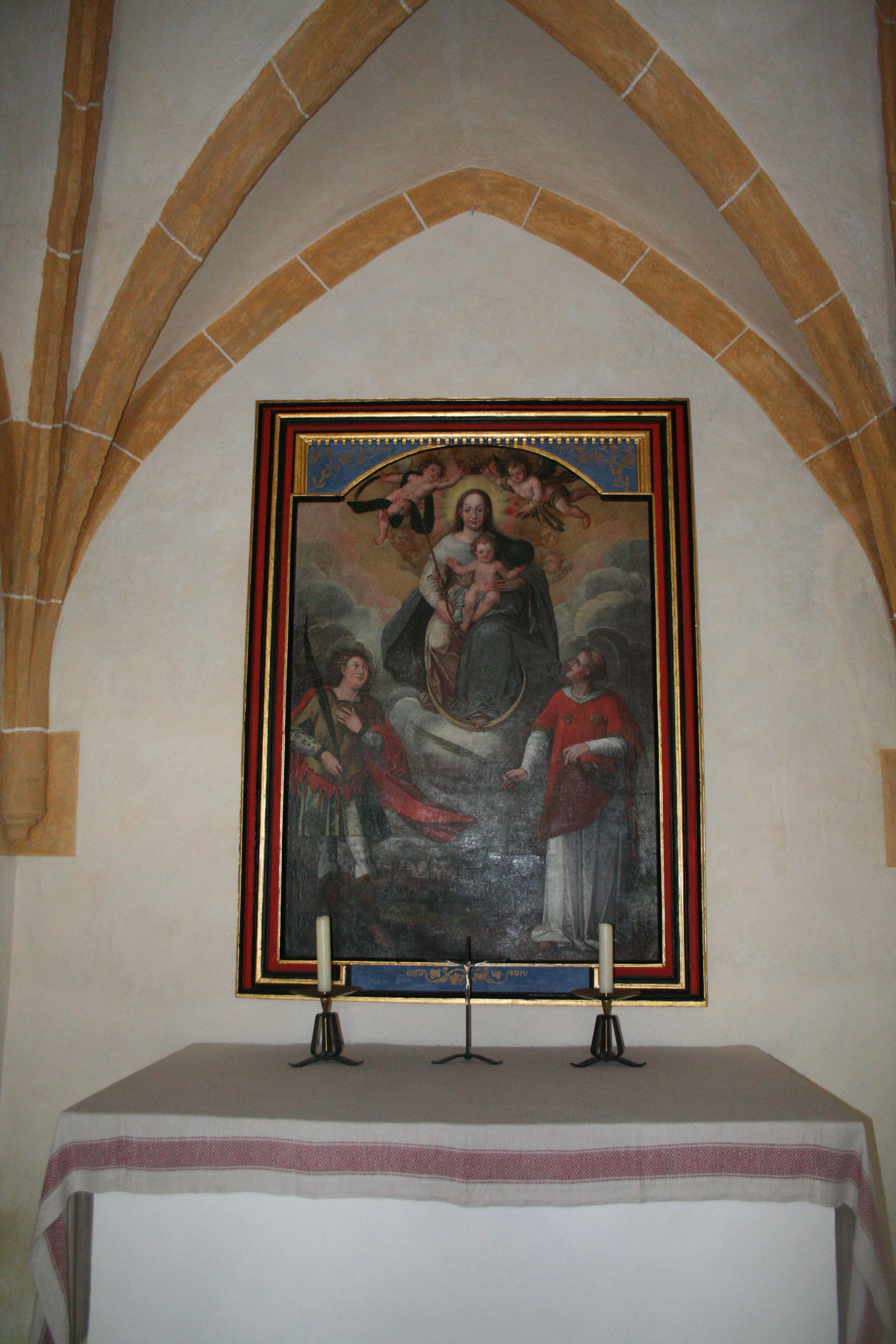
Altarblatt
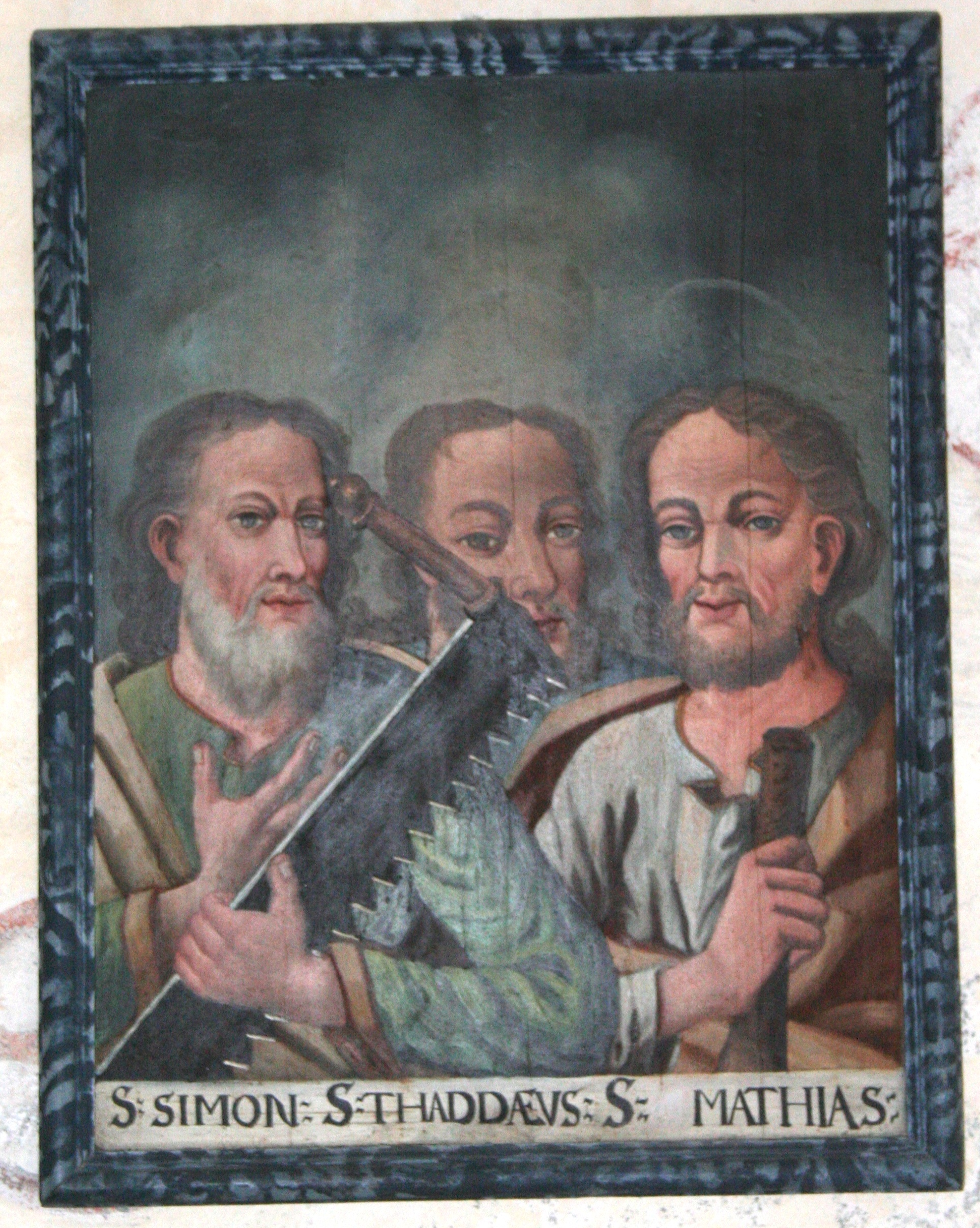
Apostel Simon, Thaddäus und Matthias
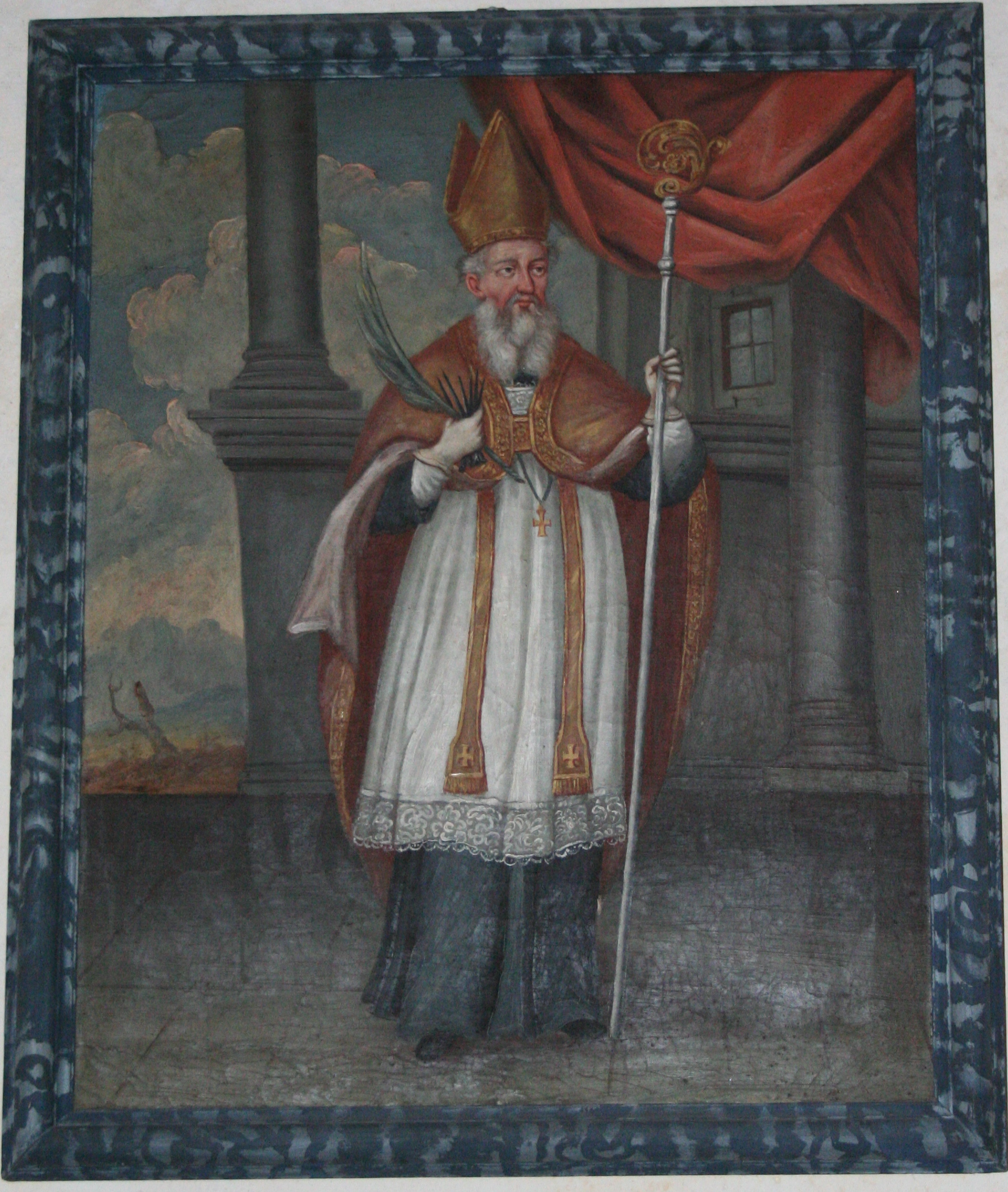
St. Cassian
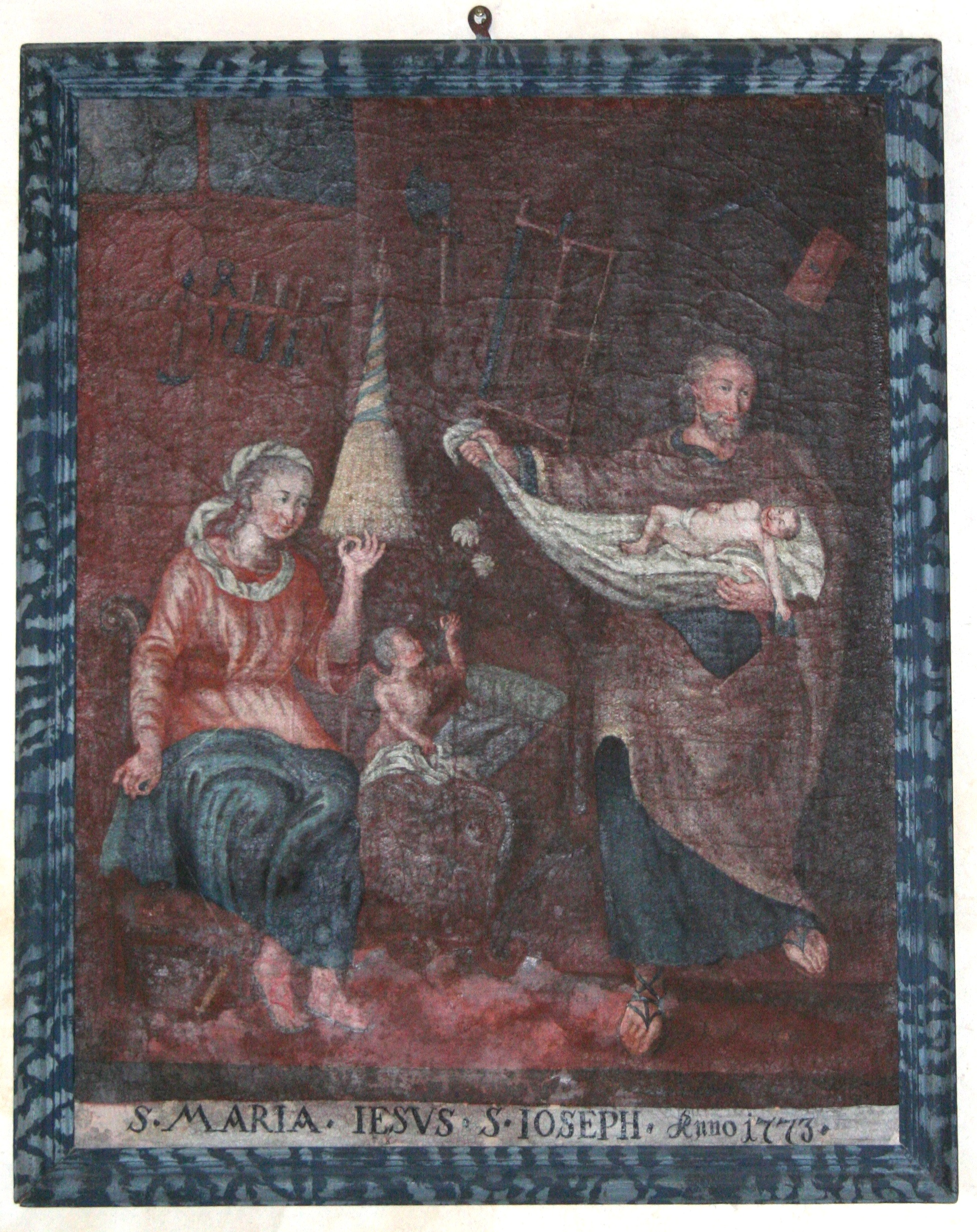
Heilige Familie

## Hof

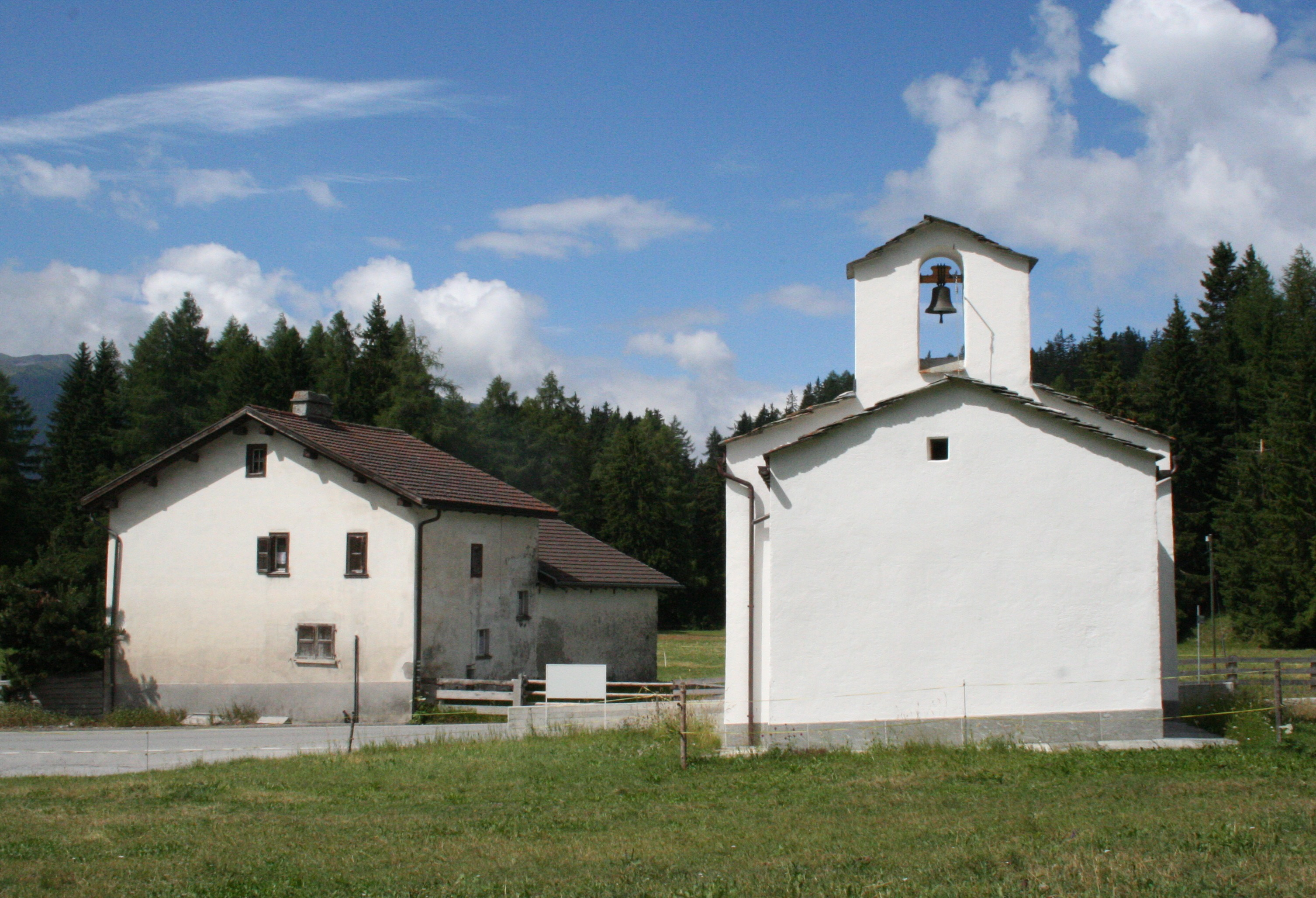
Bauernhaus aus der Zeit um 1800 und Kapelle

Der Hof auf der anderen Strassenseite wird 1540 erstmals erwähnt, als er von der Gemeinde für 60 Jahre an ein Ehepaar an Lantsch verpachtet wurde. Das Gebäude steht heute nicht mehr, der heutige Bau stammt aus der Zeit um 1800. 
Da die Maiensässregion zwischen Lenzerheide und Lantsch im Winter unbewohnt war, sei es öfters vorgekommen, dass während der zweistündigen Wanderung von Lantsch nach Parpan über die Lenzerheide «Reisende durch Schneegestöber zugeweht wurden und elendiglich umkamen». Um die Sicherheit der Reisenden zu erhöhen, versuchte die Gemeinde seit dem 16. Jahrhundert wiederholt, den Hof ganzjährig zu besetzen. Bei schlechtem Wetter mussten die Pächter die Glocke läuten und darzuo sin best tuon, darum das niemand uff der Hayd bliiben muoss.